# Hilarion iberen
Hilarion iberen (georgiska: ილარიონ ქართველი) var en georgisk munk. Han vördad som helgon.